# Basilique Saint-Gabin-Saint-Prote-et-Saint-Janvier de Porto Torres

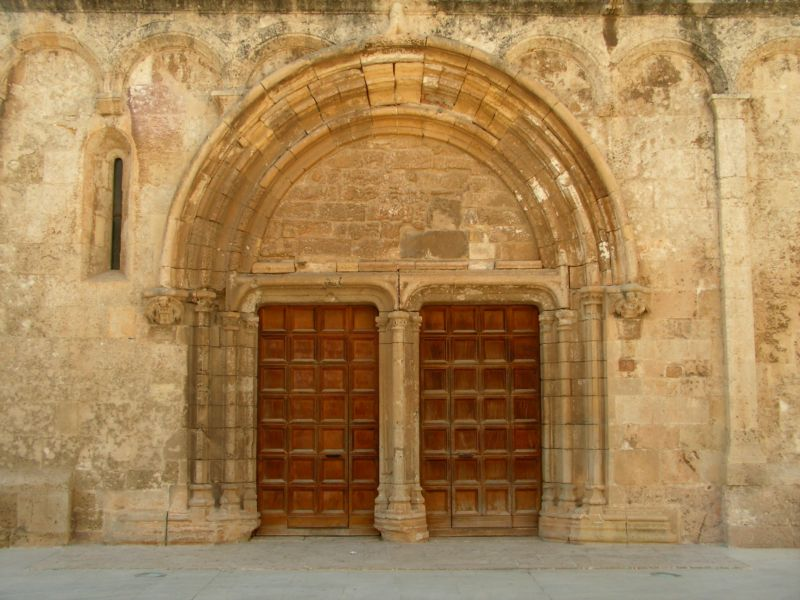
Le portail principal (XVe siècle).

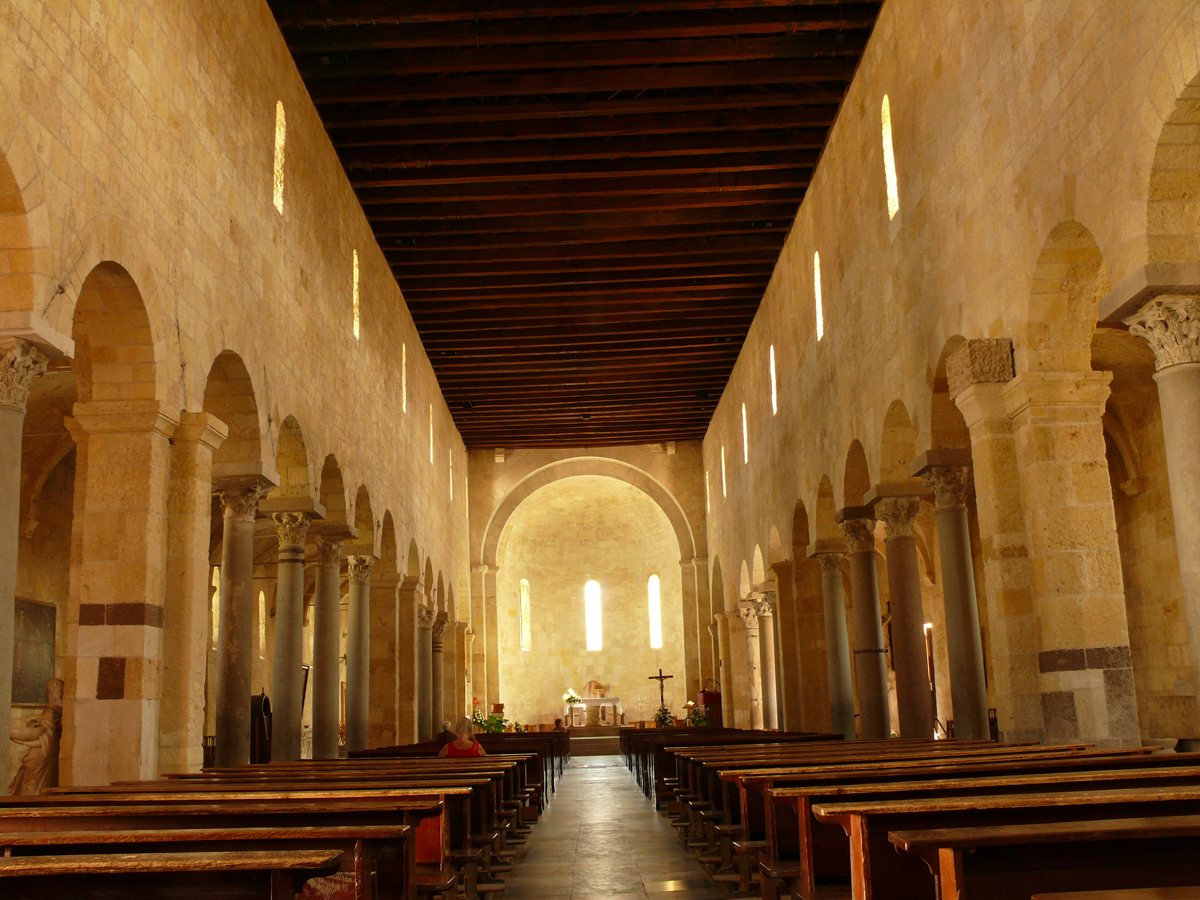
Intérieur de l'église.

La basilique Saint-Gabin-Saint-Prote-et-Saint-Janvier (italien : basilica di San Gavino, San Proto e San Gianuario ; sarde : basìlica de Santu Gavinu, Santu Protu e Santu Gianuari), ou simplement basilique Saint-Gabin et parfois qualifiée d'église, est un édifice religieux catholique proto-romane située à Porto Torres, en Sardaigne, en Italie. Ancienne cathédrale, elle reste aujourd'hui un lieu de vénération des martyrs locaux et une église paroissiale.

## Histoire
Turris Libisonis (latin : Turris Libyssonis, aujourd'hui : Porto Torres ) était un siège d'évêché de 489 à 1441, lorsque l'évêché a été déplacé à Sassari. La basilique est située dans une zone où des fouilles archéologiques ont trouvé une nécropole paléochrétienne et deux basiliques antiques, datant respectivement des Ve et VIIe siècles ; dont l'une a été construite sur le tombeau de saint Gabin dont les restes sont inhumés dans l'église actuelle.

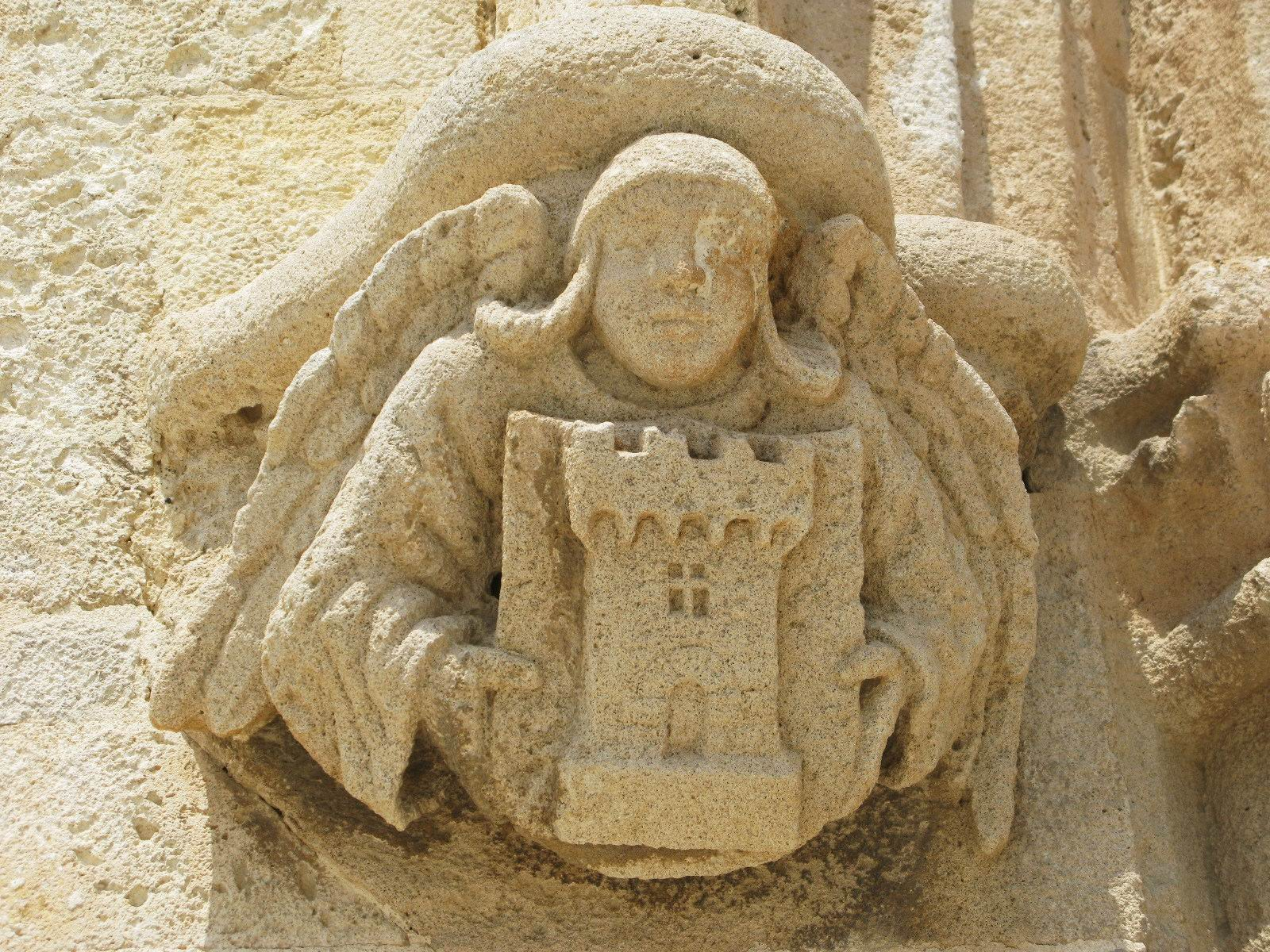
Armoiries du Giudicato de Torres, à l'extérieur de l'église.

Le premier document connu mentionnant l'église date de 1065. Selon elle, l'église a été fondée au début du XIe siècle  par Gonario Ier, giudice (duc) de Torres et Arborea, qui a commandé l'œuvre aux maîtres pisans. La construction se poursuivit sous son fils Barison Ier, et fut inaugurée par le giudice Marianus I d'Arborea et l'archevêque Constantin de Castra en 1080.
Une épigraphe dans le portail roman témoigne des travaux de restauration du XVe siècle qui introduisirent des éléments gothiques catalans.
Au XVIIIe siècle, la crypte a été rénovée pour abriter les restes des martyrs de Torres découverts en 1614.

## Description

### Extérieur
L'église est située entre deux cours, appelées atrio Comita et atrio Metropoli . Au sud se trouve l'entrée principale, un portail du XVe siècle  de style gothique catalan. Elle est surmontée d'un arc en plein cintre soutenu par deux colonnes, dont les chapiteaux sont ornés d'anges blasés.
L'église a deux absides, une à chacune des extrémités les plus courtes du plan rectangulaire. L'extérieur est orné de colonnes aveugles et de bandes lombardes. Le toit est quant à lui recouvert de plaques de plomb.

### Intérieur
L'intérieur a une nef et deux bas-côtés séparés par deux séries d'arcs en plein cintre soutenus par vingt-deux colonnes provenant d'édifices anciens, en marbre gris et granit rose, et trois paires de pilastres cruciformes. La plupart des chapiteaux sont d'origine romaine. La nef est environ trois fois plus large que les bas-côtés et est couverte d'une charpente de fermes en bois ; les bas-côtés ont à la place des voûtes croisées.

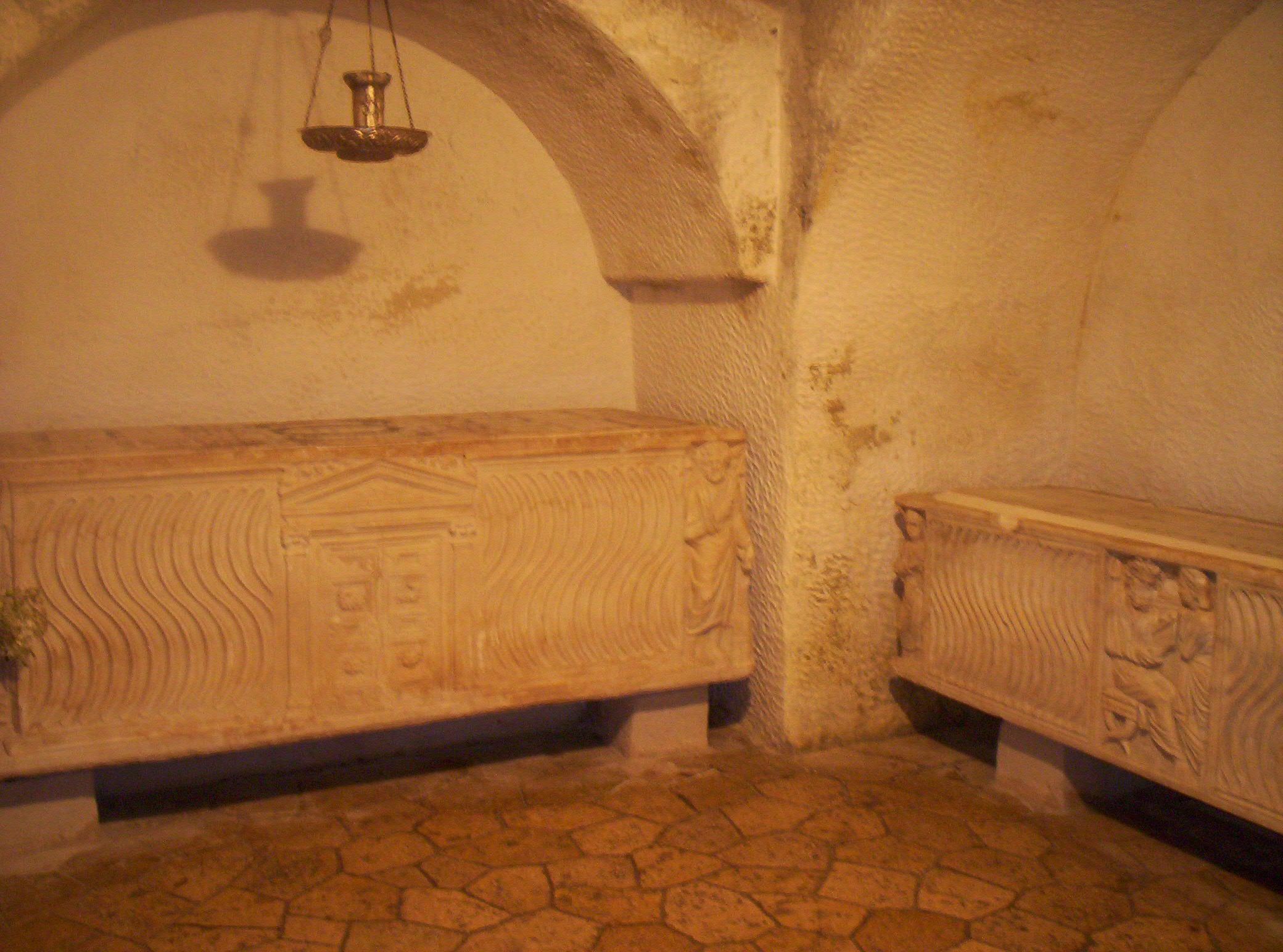
Sarcophages romains abritant les restes présumés de saint Gabin de Torres et de saint Janvier.

Le maître-autel, qui jusqu'au XIXe siècle  se trouvait au milieu de la nef, se trouve aujourd'hui dans l'abside sud-ouest. Dans l'abside opposée est entreposée un catafalque en bois du XVIIe siècle, abritant des statues polychromes des martyrs Gabin, Protus et Janvier.
Les bas-côtés mènent à la crypte, de style Renaissance avec des statues de martyrs, et à la crypte, qui abrite d'anciens sarcophages romains ; cette dernière abrite à son tour des vestiges attribués aux martyrs des Torres.